# Marie Rotkopf

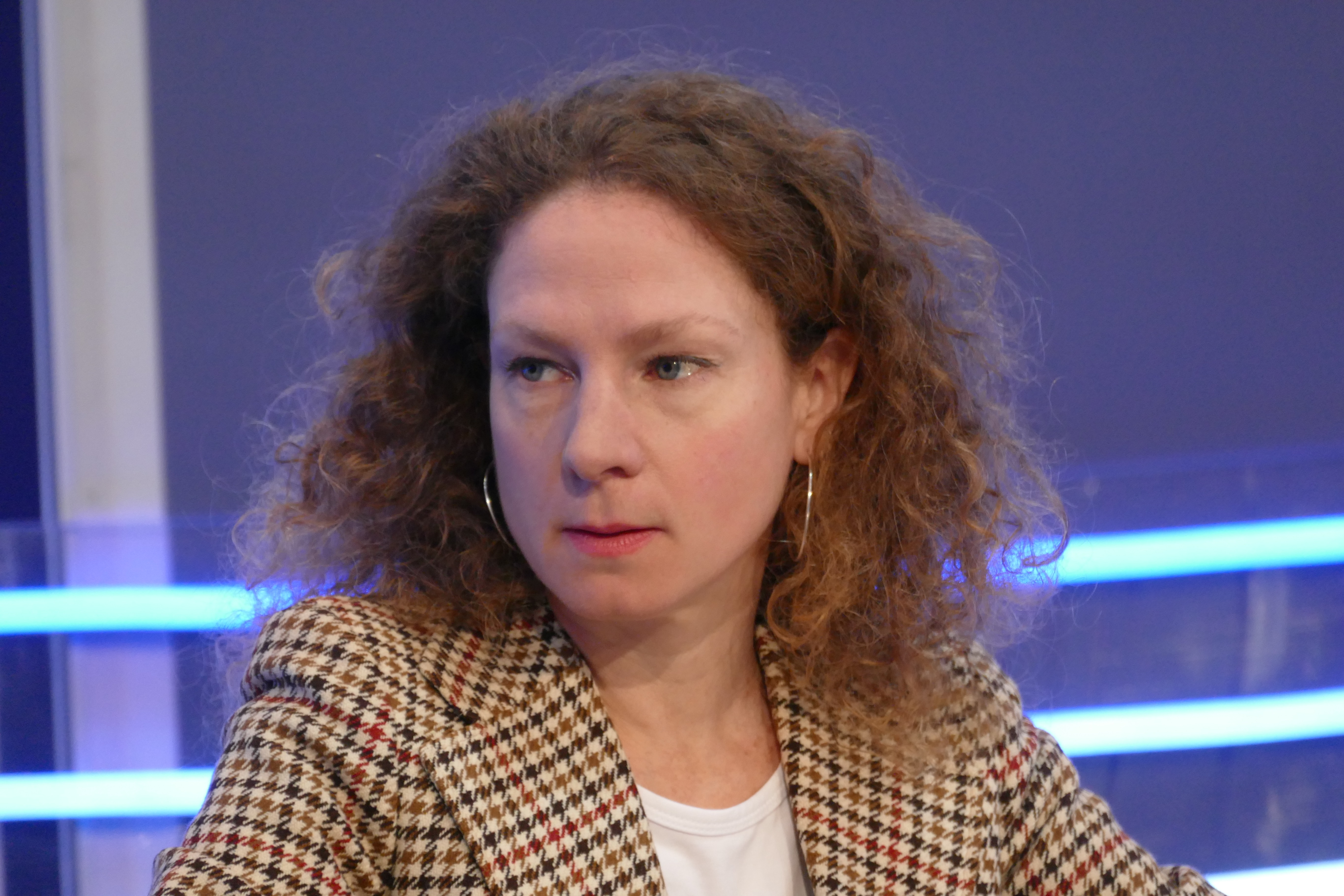
Marie Rotkopf auf der Leipziger Buchmesse, 2017

Marie Rotkopf (geboren 1975 in Paris) ist eine französische Schriftstellerin, Dichterin, Kulturkritikerin und Künstlerin.

## Leben
Von 1990 bis 1991 verbrachte Rotkopf ein Jahr im Internat des Plöner Schlosses und im Plöner Gymnasium. Sie studierte Kunstsoziologie an der Sorbonne, an der sie über „Die soziale Sichtbarkeit der Künstlerinnen in Frankreich“ (La visibilité sociale des femmes artistes en France en 1999) arbeitete. Sie war von 2002 bis 2006 Leiterin der Kommunikation des ersten zeitgenössischen Kunstmuseums Musée d’Art Contemporain du Val-de-Marne in der Pariser Banlieue. Im Jahr 2007 gründete sie mit Daniel Megerle die deutsch-französische Künstlergruppe Internationale Surplace, um über die deutsch-französische Freundschaft und Europa zu reflektieren. Sie verfasst ihre Texte sowohl auf Deutsch als auch auf Französisch.
Rotkopf schreibt politische Poesie und beschäftigt sich mit der Konstruktion und Kommunikation von Macht, Krieg, Patriarchat und Zensur. Sie interessiert sich für die Umschreibung der Geschichte und für die Poesie der Welt.

## Schriften (Auswahl)
- Deutschland über alles. Die deutsche Mentalität und der Krieg (L'Allemagne au-dessus de tout, von Émile Durkheim, Herausgegeben und mit dem poetischen Essay Zone Libre von Marie Rotkopf). Matthes & Seitz, Berlin, 2023, ISBN 978-3-7518-0381-6
- Fetzen - Für eine Philosophie der Entschleierung, mit Marcus Steinweg, Matthes & Seitz, Berlin, 2022,  ISBN 978-3-7518-0523-0
- Rejected. Designs for the European Flag, Wirklichkeit Books, Berlin, 2020, ISBN 978-3-948200-03-9.[4]
- Wie ich Rocko S. vergewaltigt habe / Comment j'ai violé Rocko S. Ink Press Verlag, Zürich 2019, ISBN 978-3-906811-11-6.
- Antiromantisches Manifest. Edition Nautilus, Hamburg 2017, ISBN 978-3-96054-044-1.[5][6]
- mit Daniel Megerle: KIOSK N30. Editions DEL’ART, Nice, Berlin 2011, ISBN 978-2-36380-015-2.[7][8]
- Operation JOLA. Textem Verlag, Hamburg 2008, ISBN 978-3-938801-57-4.
- mit Daniel Megerle: Ruhezone. Artists' Books, Transgression/Excess, Space Other gallery, Boston 2007.
- Femmes et arts au XX ème siècle. sous la direction de Marie-Hélène Dumas, Éditions Délégation aux Arts Plastiques. Cnap-Fiacre/Lunes, Paris 2000, ISBN 2-914218-01-X.
- mit Klaus Theweleit: Versöhnung nein. It's the real Thing, Basler Dokumentartage, Basel, 2019
- Finishing the job. Fondation Centre culturel franco-allemand Karlsruhe, 2018 (ccfa-ka.de)
- Karambolage : Révolte. Institut français-Literaturhaus Stuttgart, 2018 (stuttgart.institutfrancais.de)
- Ingouvernables ? Puissance poétique et/ou l’impossible réception du Comité invisible en Allemagne. Revue du MAUSS, Paris 2018, ISBN 978-2-7071-9749-8.
- Freier. Vierte Welt, Berlin 2018 (viertewelt.de)
- mit Frank Adloff: Unregierbar sein. Literatur Beilage zum Mittelweg 36, Hamburger Institut für Sozialforschung, 2017[9]
- mit Fabienne Dumont: Witches of Worpswede. Pre Mortem. Die Kolonie, Worpswede 2017.
- Warum ich ein homosexueller Mann bin. POSITION. BBK, Hamburg 2016.
- Gegen Ai Weiwei. Public Domain, NEON foundation, Stockholm / Geneva / Athens 2015.
- Weltanschauungsfragen, l'art allemand contemporain. Frog magazine 9, Paris 2011.
- Geheimprojekt Jugendschutzhaft. WALLPAPERism. Boabooks, Geneva 2011.
- Salz der Helden. UnSICHTBAR – widerständiges im salzkammergut. Czernin Verlag, Strobl, Österreich 2008.